# Juan Maldacena
Juan Martín Maldacena (Buenos Aires, 10 de setembro de 1968) é um físico teórico argentino.
A teoria de que o cosmos seria um holograma surgiu no final da década de 90, quando o físico teórico Juan Maldacena propôs um modelo no qual a gravidade seria proveniente de cordas vibrantes de espessuras infinitesimais.
Esse intrincado universo formado por cordas consistiria em nove dimensões do espaço, além de mais uma correspondente ao tempo. Esse cosmos seria como uma enorme projeção holográfica, enquanto toda a ação ocorreria em um universo muito mais simples e plano, desprovido de gravidade.
Apesar de parecer pura maluquice, a teoria de Maldacena de que o universo seria um holograma permitiu solucionar algumas inconsistências entre a física quântica e a teoria da gravidade de Einstein — já que, quando consideramos um buraco negro, as duas teorias entram em conflito —, além de oferecer uma base sólida para a teoria das cordas.